# Sufri Bolkiah
Sufri Bolkiah (Brunei Town, 31 luglio 1951) è un principe e dirigente sportivo bruneiano.

## Biografia

### Educazione

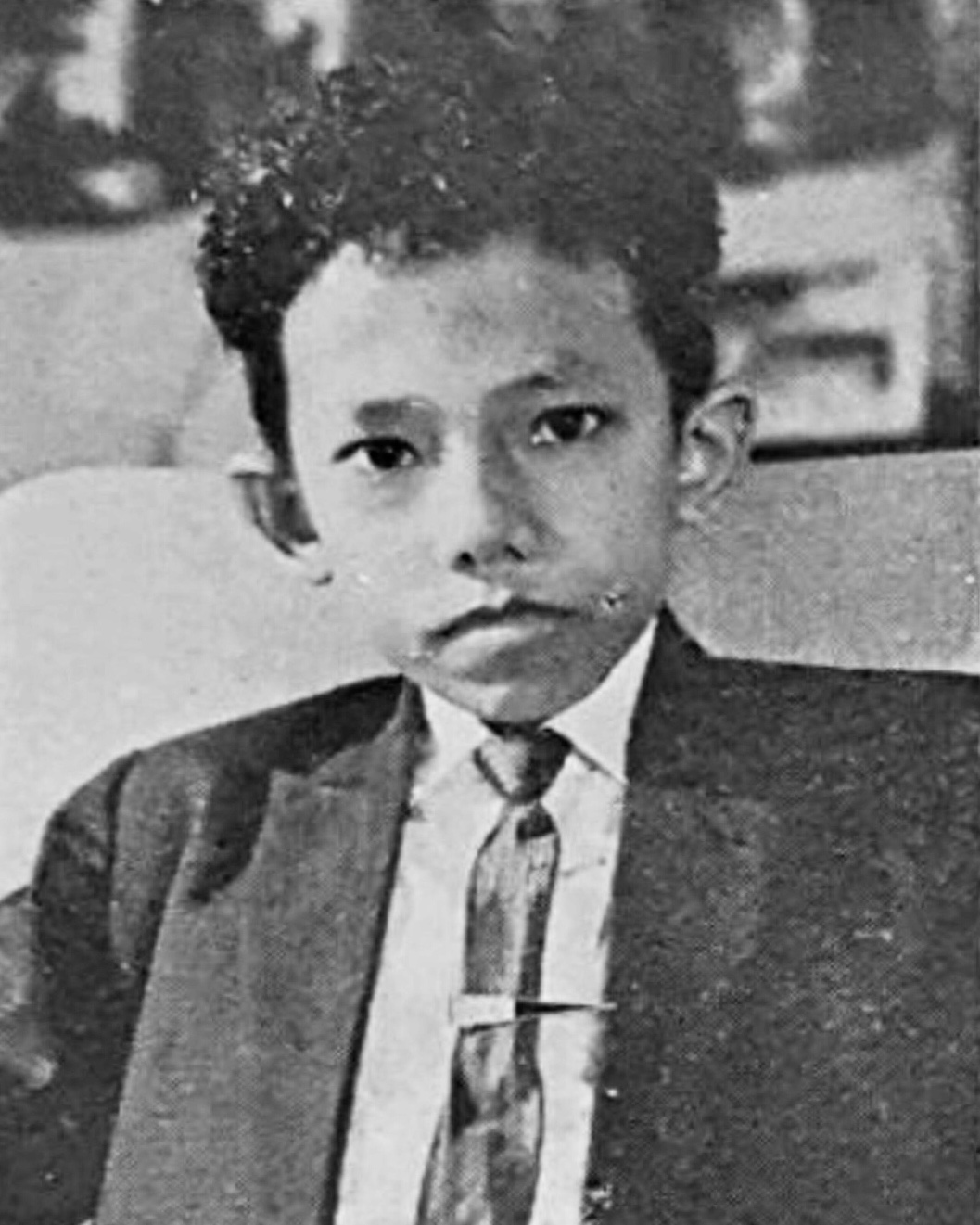
Il principe Sufri nel 1967

Il principe Sufri è nato all'Istana Darul Hana nel 1951, quintogenito di Omar Ali Saifuddien III e di Pengiran Anak Damit. Ricevette la sua prima educazione alla Victoria Institution di Kuala Lumpur.

### Matrimoni
Il 14 luglio 1971 sposò Pengiran Anak Salma, da cui divorziò nel 1981. In seconde nozze sposò Siti Ruhaizah, il 20 febbraio 1982, ma il matrimonio giunse al termine nel 1986. In terze nozze sposò la cantante pop malaysiana Mazuin Hamzah, l'11 febbraio 1987. Divorziò da quest'ultima il 20 dicembre 2003 e nel 1999 sposò la sua quarta moglie, la malaysiana Faizah Nasir.

### Attività

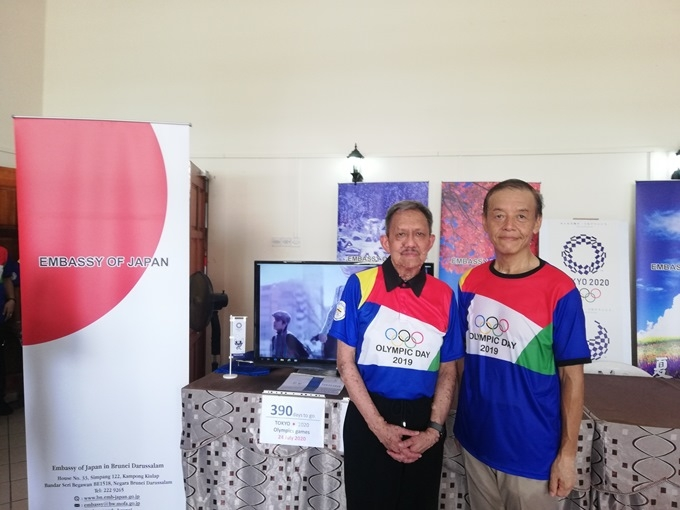
Il principe Sufri all'Olympic Day 2019 con Motohiko Kato, ambasciatore giapponese in Brunei

Il 21 luglio 2010 venne eletto presidente del Comitato Olimpico Nazionale. Il 31 agosto 2019 incontrò Yu Hong, ambasciatrice cinese in Brunei, per discutere della cooperazione calcistica tra i due paesi.

### Salute
Probabilmente è affetto da una malattia della pelle.

## Discendenza
Sufri Bolkiah e la prima moglie Pengiran Anak Salma ebbero un figlio e due figlie:
- Kamilah Bulqiah (18 aprile 1972);
- Muhammad Safiz (13 febbraio 1974);
- Muhdiyatul Bulqiah (18 dicembre 1977);

Con la seconda moglie Siti Ruhaizah ebbe una figlia:
- Hamlatul Arsy Mulia Bolkiah (4 dicembre 1982);

Con la terza moglie Mazuin Hamzah ebbe due figlie:
- Ajeerah Firdausul Bolkiah (7 settembre 1988);
- Raafiah Amalul Bulqiah (23 aprile 1992);
- Abdul Khaaliq

Con la quarta moglie Faizah Nasir ebbe due figli e due figlie:
- 'Abdul Aleem Faizah
- 'Aliiyah Amalul Bulqiah Faizah;
- Aizzatul Bulqiah Faizah.

## Titoli e trattamento
- 1979 - attuale: Paduka Sri Pangiran Bendahara Sri Maharaja Permaisuara[1]

## Ascendenza
|                            |                          |                                                         | Genitori                                  |  |  | Nonni |  |  | Bisnonni                      |  |  | Trisnonni             |  |
|                            |                          |                                                         |                                           |  |  |       |  |  | Hashim Jalilul Alam Aqamaddin |  |  | Omar Ali Saifuddin II |  |
|                            |                          |                                                         |                                           |  |  |       |  |  | Hashim Jalilul Alam Aqamaddin |  |  | Omar Ali Saifuddin II |  |
|                            |                          | Zaida binti Pengarah Digadong Tuan Laman Awang Sulaiman |                                           |  |  |       |  |  | Hashim Jalilul Alam Aqamaddin |  |  |                       |  |
| Muhammad Jamalul Alam II   |                          |                                                         |                                           |  |  |       |  |  | Hashim Jalilul Alam Aqamaddin |  |  |                       |  |
|                            |                          | Pengiran Siti Fatima                                    | Pengiran Anak Saiful Rijal                |  |  |       |  |  |                               |  |  |                       |  |
|                            |                          | Pengiran Siti Fatima                                    | Pengiran Anak Saiful Rijal                |  |  |       |  |  |                               |  |  |                       |  |
|                            |                          | Pengiran Siti Fatima                                    | Pian Jamaliah                             |  |  |       |  |  |                               |  |  |                       |  |
| Omar Ali Saifuddien III    |                          | Pengiran Siti Fatima                                    |                                           |  |  |       |  |  |                               |  |  |                       |  |
|                            |                          | Pengiran Anak Saiful Rijal                              | Pengiran Anak Muhammad Yusuf              |  |  |       |  |  |                               |  |  |                       |  |
|                            |                          | Pengiran Anak Saiful Rijal                              | Pengiran Anak Muhammad Yusuf              |  |  |       |  |  |                               |  |  |                       |  |
|                            |                          | Pengiran Anak Saiful Rijal                              | Pengiran Anak Sarbanum                    |  |  |       |  |  |                               |  |  |                       |  |
| Pengiran Anak Siti Fatimah |                          | Pengiran Anak Saiful Rijal                              |                                           |  |  |       |  |  |                               |  |  |                       |  |
|                            |                          | Pian Jamaliah                                           | ...                                       |  |  |       |  |  |                               |  |  |                       |  |
|                            |                          | Pian Jamaliah                                           | ...                                       |  |  |       |  |  |                               |  |  |                       |  |
|                            |                          | Pian Jamaliah                                           | ...                                       |  |  |       |  |  |                               |  |  |                       |  |
| Sufri Bolkiah              |                          | Pian Jamaliah                                           |                                           |  |  |       |  |  |                               |  |  |                       |  |
|                            | Pengiran Muda Besar Omar | Hashim Jalilul Alam Aqamaddin                           |                                           |  |  |       |  |  |                               |  |  |                       |  |
|                            | Pengiran Muda Besar Omar | Hashim Jalilul Alam Aqamaddin                           |                                           |  |  |       |  |  |                               |  |  |                       |  |
|                            | Pengiran Muda Besar Omar | Pengiran Anak Chandra Kesuma                            |                                           |  |  |       |  |  |                               |  |  |                       |  |
| Pengiran Anak Abdul Rahman | Pengiran Muda Besar Omar |                                                         |                                           |  |  |       |  |  |                               |  |  |                       |  |
|                            |                          | Pengiran Anak Siti Khadija                              | Pengiran Muda Besar Muhammad Jamalul Alam |  |  |       |  |  |                               |  |  |                       |  |
|                            |                          | Pengiran Anak Siti Khadija                              | Pengiran Muda Besar Muhammad Jamalul Alam |  |  |       |  |  |                               |  |  |                       |  |
|                            |                          | Pengiran Anak Siti Khadija                              | Pengiran Anak Saleha                      |  |  |       |  |  |                               |  |  |                       |  |
| Pengiran Anak Damit        |                          | Pengiran Anak Siti Khadija                              |                                           |  |  |       |  |  |                               |  |  |                       |  |
|                            |                          | Radin Haji Hassan                                       | Radin Haji Muhammad Daud                  |  |  |       |  |  |                               |  |  |                       |  |
|                            |                          | Radin Haji Hassan                                       | Radin Haji Muhammad Daud                  |  |  |       |  |  |                               |  |  |                       |  |
|                            |                          | Radin Haji Hassan                                       | Hajah Saleha                              |  |  |       |  |  |                               |  |  |                       |  |
| Pengiran Fatima            |                          | Radin Haji Hassan                                       |                                           |  |  |       |  |  |                               |  |  |                       |  |
|                            |                          | Hajah Zainab                                            | Radin Haji Abdul Rahman                   |  |  |       |  |  |                               |  |  |                       |  |
|                            |                          | Hajah Zainab                                            | Radin Haji Abdul Rahman                   |  |  |       |  |  |                               |  |  |                       |  |
|                            |                          | Hajah Zainab                                            | Dayang Siti Amina Mekah                   |  |  |       |  |  |                               |  |  |                       |  |
|                            |                          | Hajah Zainab                                            |                                           |  |  |       |  |  |                               |  |  |                       |  |